# Diego Ruiz
Diego Ruiz är en ort i Mexiko.   Den ligger i kommunen Yautepec och delstaten Morelos, i den sydöstra delen av landet, 70 km söder om huvudstaden Mexico City. Diego Ruiz ligger 1 123 meter över havet och antalet invånare är 201.
Terrängen runt Diego Ruiz är huvudsakligen kuperad, men åt nordost är den platt. Diego Ruiz ligger nere i en dal. Runt Diego Ruiz är det tätbefolkat, med 319 invånare per kvadratkilometer. Närmaste större samhälle är Cuernavaca, 18,2 km nordväst om Diego Ruiz. I omgivningarna runt Diego Ruiz växer huvudsakligen savannskog.